# Konzervativní aliance 2014
Konzervativní aliance 2014 (zkratka KA14) je česká mimoparlamentní politická strana.
Strana vznikla 20. července 2010 pod názvem Nezávislí občané Prahy (zkratka NOP); na současný název se přejmenovala 21. května 2014.
První předsedkyní strany byla Eva Kalhousová (2010 - 2014), druhým Marek Libotovský (2014 - 2015). Prvním místopředsedou byl Gustav Šimáček (2010 - 2014), druhým Pavel Král (2014) a třetím Petr Král (2014 - 2015).
V lednu 2022 vláda navrhla pozastavit činnost strany, protože neplní zákonné povinnosti.

## Výsledky voleb

### Volby do Senátu 2014
Ve volbách do Senátu Parlamentu České republiky postavila Konzervativní aliance 2014 svého kandidáta v senátním obvodě č. 21 - Praha 5, kterým byl Milan Jančík. V prvním kole získal 333 hlasů (tedy 0,92 %) a do druhého kola nepostoupil.

### Volby do zastupitelstev obcí 2014
Strana kandidovala ve volbách do zastupitelstev obcí v roce 2014 do Zastupitelstva hlavního města Prahy s číslem 17, přičemž získala 0,15 % hlasů a nezískala tedy ani jeden mandát. V Klatovech opustila kandidátní listinu více než polovina kandidátů, kteří se, podle jejich slov, dostali na kandidátní listinu bez svého souhlasu. Lídr strany Miloslav Frouz to však odůvodňoval politickým tlakem z jiných stran.
Celkem v celé republice získala dva zastupitelské mandáty, a to v zastupitelstvu Prahy 14.